# Ordem do Mérito Empresarial
A Ordem do Mérito Empresarial é uma ordem honorífica portuguesa que tem por finalidade distinguir empresários ou trabalhadores com serviços relevantes no fomento ou valorização da riqueza agrícola, pecuária ou florestal do País, ou que para tal tenham destacadamente contribuído, das indústrias, do comércio ou serviços.[carece de fontes?]

## História
Esta Ordem foi criada a 4 de junho de 1893, no reinado de D. Carlos I de Portugal, durante a sua visita à cidade de Beja, com a designação de Real Ordem Civil do Mérito Agrícola e Industrial.[carece de fontes?]
Em 2011 passou a ter a designação mais simplificada de Ordem do Mérito Empresarial.

## Classes e Graus

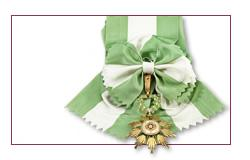
Grã-Cruz da Ordem do Mérito Empresarial - Classe do Mérito Agrícola

A Ordem é atribuída em três classes, cada qual com cinco graus:

### Classe do Mérito Agrícola (MA)
- Grã-Cruz (GCMA)
- Grande-Oficial (GOMA)
- Comendador (ComMA)
- Oficial (OMA)
- Medalha (MMA)

### Classe do Mérito Industrial (MI)
- Grã-Cruz (GCMI)
- Grande-Oficial (GOMI)
- Comendador (ComMI)
- Oficial (OMI)
- Medalha (MMI)

### Classe do Mérito Comercial (MC)
- Grã-Cruz (GCMC)
- Grande-Oficial (GOMC)
- Comendador (ComMC)
- Oficial (OMC)
- Medalha (MMC)

Em 1962 o grau de Cavaleiro e Dama foi substituído pela Medalha.
Tal como nas demais ordens honoríficas portuguesas, o título de Membro-Honorário pode ser atribuído a instituições e localidades.
Para além dos cidadãos nacionais também os cidadãos estrangeiros podem ser agraciados com esta Ordem.

## Conselho
Como Chanceler do Conselho das Ordens de Mérito Civil, que inclui a Ordem do Mérito Empresarial‎, foi nomeada em 2016 e reconduzida em 2021 Maria Helena Nazaré, a antiga reitora da Universidade de Aveiro. Nazaré sucedeu a Valente de Oliveira, que exercia estas funções desde 2013, substituindo no cargo o embaixador António Pinto da França (1935–2013), que ocupava o cargo desde 2006 e tinha sido reconduzido em 2011.

## Distinguidos
| Categorias da Wikipédia                           | Total de artigos |
| ------------------------------------------------- | ---------------- |
| Grã-Cruzes da Ordem do Mérito Empresarial         | 40               |
| Grandes-Oficiais da Ordem do Mérito Empresarial   | 23               |
| Comendadores da Ordem do Mérito Empresarial       | 63               |
| Oficiais da Ordem do Mérito Empresarial           | 13               |
| Cavaleiros da Ordem do Mérito Empresarial         | 8                |
| Medalhas da Ordem do Mérito Empresarial           | 3                |
| Membros-Honorários da Ordem do Mérito Empresarial | 13               |

Entre 1919 e 2017, foram registados mais de 3900 membros nesta Ordem. Entre os 3471 membros de nacionalidade portuguesa há 614 da classe Mérito Agrícola, 2781 da classe Mérito Industrial e 76 da classe Mérito Comercial.
Entre os 458 agraciados estrangeiros encontramos 81 da classe Mérito Agrícola, 361 da classe "Mérito Industrial " e 16 da classe "Mérito Comercial".